# Estádio Érton Coelho Queiroz
O Estádio Érton Coelho Queiroz, mais conhecido como Vila Olímpica do Boqueirão, é um estádio localizado na cidade de Curitiba de propriedade do Paraná Clube e é utilizado pelos times de base do clube. Possui capacidade oficial para 10.000 pessoas (capacidade liberada conforme CNEF/CBF 2016 é de apenas 500 torcedores).

## História
A Vila Olímpica foi herdado pelo Paraná Clube do Esporte Clube Pinheiros, clube que uniu-se ao Colorado Esporte Clube em 1989 dando origem ao Paraná.
O local onde encontra-se construído, fez parte da antiga fazenda do Boqueirão até meados do século XX e em 1975, foi adquirido pelo Pinheiros. O então presidente do clube, Érton Coelho (presidente homenageado com a denominação do estádio), iniciou a construção daquele que seria o principal estádio do clube no início da década de 1980, inaugurando na data da independência do Brasil, em 7 de setembro de 1983. 
A Vila foi palco das finais do Campeonato Paranaense de Futebol de 1984, 1986 1987, 1994 e de 1997. No título de 1997, o do pentacampeonato paranista, a torcida do Paraná Clube estabeleceu o recorde de público deste estádio, 18.245 torcedores, no jogo Paraná 3 x 0 União Bandeirante. Os títulos paranaenses de 1984 e 1987 foram conquistados pelo Esporte Clube Pinheiros.
No Campeonato Paranaense de Futebol de 2005 foi o estádio que o Império do Futebol mandou seus jogos.

### Leilão
No dia 11 de junho de 2015, o estádio foi a leilão para pagar dívidas trabalhista do clube, principalmente dívidas com o técnico Ricardo Pinto. Quem arrematou o estádio foi a empresa Seagull Incorporações e Participações por R$ 11,65 milhões, mas o clube e a prefeitura de Curitiba anularam a venda, na justiça, alegando área inalienável, ou seja, não pode ser vendida. A prefeitura transferiu a inalienabilidade do antigo estádio do Britânia (patrimônio do clube adquirido das várias fusões), no bairro Guabirotuba, para a Vila Olímpica. Em 2013, o Paraná manifestou o interesse de modernizar a Vila Olímpica e construir a Arena Boqueirão. Os anos se passaram, até que em Abril de 2016, o clube e a prefeitura de Curitiba desistiram de reformar o estádio, acabando com o sonho de construir um estádio "Padrão FIFA" . 

### Reforma
No final de 2024, o clube Andraus fechou um acordo com o Paraná Clube para disputar suas partidas do Campeonato Paranaense 2025 na Vila Olímpica. Em contrapartida o Andraus, cuja sede fica localizada em Campo Largo, na Região Metropolitana de Curitiba, ficou responsável por fazer reformas no estádio, nos vestiários e nas arquibancadas. 

No entanto as reformas não ficaram prontas a tempo e o Andraus acabou disputando suas partidas em outros estádios, dentre eles a Vila Capanema, do Paraná Clube.